# Nina Koshetz
Répertoire
- L'Amour des trois oranges (création mondiale, 1921)
- La Dame de pique
- La Fiancée du tsar
- Offrandes (création mondiale, 1922)
...

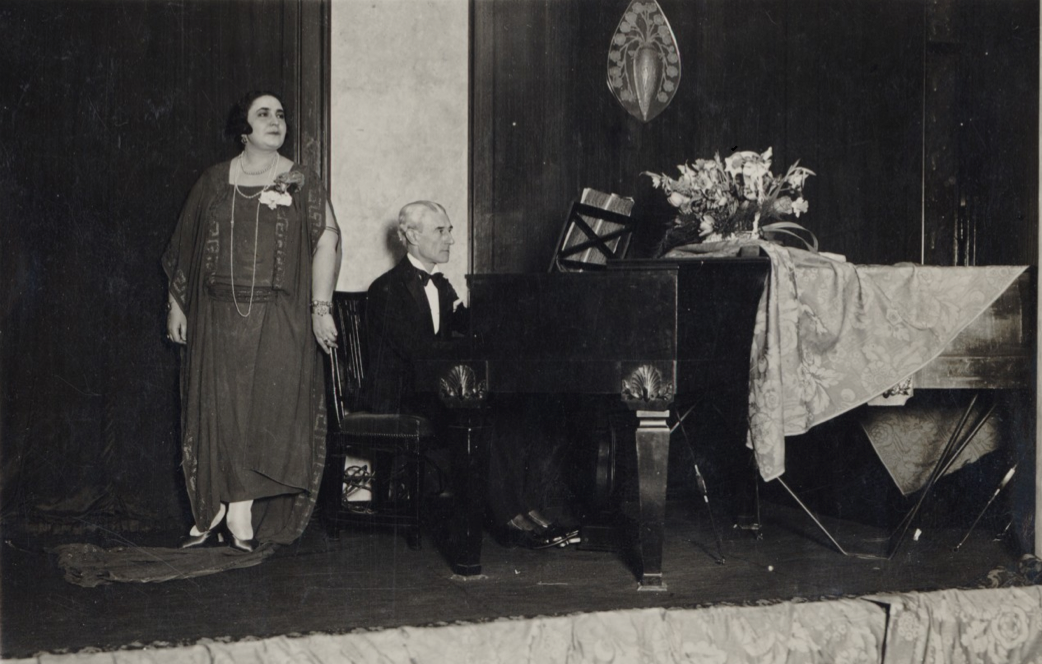
Nina Koshetz avec Maurice Ravel au piano (1928)

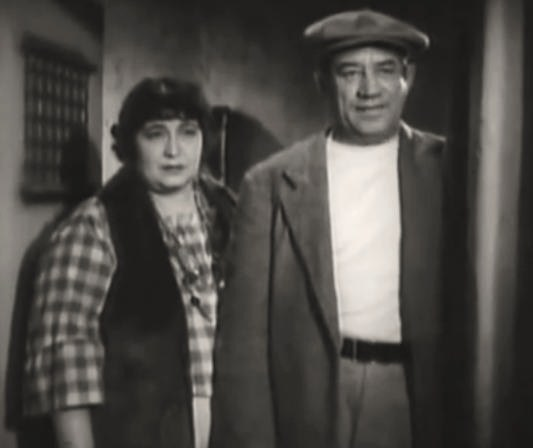
Avec Stanley Fields, dans le film Casbah (1938)

Nina (Pavlovna) Koshetz (russe : Нина Павловна Кошиц) — née le 30 décembre 1891 à Kiev (Ukraine ; alors Empire russe), morte le 14 mai 1965 à Santa Ana (Californie) — est une chanteuse, actrice et pédagogue américaine d'origine russe.

## Biographie
Fille du ténor Pavel Koshetz (en) (1863-1904), Nina Koshetz étudie de 1908 à 1913 au Conservatoire de Moscou, où elle a notamment comme professeurs Constantin Igoumnov (piano) et Sergueï Taneïev (composition).
Décidant de se consacrer au chant (dans la tessiture de soprano), elle se forme entre autres auprès de Felia Litvinne et participe à plusieurs opéras dans son pays natal, dont La Dame de pique de Piotr Ilitch Tchaïkovski et La Fiancée du tsar de Nikolaï Rimski-Korsakov. De plus, pendant toute sa carrière de chanteuse, elle donne également des récitals. Et notons qu'en 1916, Sergueï Rachmaninov lui dédie ses Six Poèmes op. 38.
Nina Koshetz quitte son pays d'origine à la suite de la révolution russe de 1917 et vient pour la première fois aux États-Unis en 1920. Ainsi, le 30 décembre 1921, elle interprète Fata Morgana lors de la création mondiale en français de L'Amour des trois oranges de Sergueï Prokofiev, à l'Opéra lyrique de Chicago. Et le 23 avril 1922, elle crée à New York une partition d'Edgard Varèse, Offrandes.
En 1924, elle retrouve à Paris Felia Litvinne — exilée comme elle —, avec qui elle parachève sa formation. C'est pourquoi elle fait une première apparition au cinéma en 1927 dans le film muet français Casanova (avec Ivan Mosjoukine et Suzanne Bianchetti), réalisé par son compatriote Alexandre Volkoff. Puis elle retrouve ce dernier dans la coproduction franco-allemande Shéhérazade (1928, avec Nicolas Koline et Iván Petrovich). Comme chanteuse, mentionnons sa participation à la création française de l'opéra Sadko de Nikolaï Rimski-Korsakov, en 1927 à Paris.
En avril 1928, Maurice Ravel l'accompagne au piano lors d'un concert de gala sur le paquebot Paris ramenant le compositeur de New York au Havre, après quatre mois de tournée américaine. Durant les années 1920, elle-même effectue des tournées en Europe (à noter aussi une tournée sud-américaine en 1924). Au début des années 1930, Nina Koshetz s'installe définitivement aux États-Unis (elle y sera naturalisée), où elle enseigne un temps l'art du chant.
Elle tient un petit rôle non crédité dans un premier film américain, Résurrection de Rouben Mamoulian (1934, avec Anna Sten et Fredric March). Comme second rôle de caractère, elle contribue à six autres films américains, depuis Casbah de John Cromwell (1938, avec Charles Boyer et Hedy Lamarr) jusqu'à L'Ardente Gitane de Nicholas Ray (1956, avec Jane Russell et Cornel Wilde), en passant par L'Aveu de Douglas Sirk (1944, avec Linda Darnell et George Sanders). Ajoutons deux autres films américains où elle double des actrices au chant (dont Elissa Landi dans Caprice de femmes en 1935).
Elle meurt dans son pays d'adoption en 1965, à 73 ans, laissant une fille également chanteuse d'opéra, la soprano Marina Koshetz (1912-2001). En outre, elle laisse quelques enregistrements discographiques (reportés en CD) de mélodies et extraits d'opéras.

## Filmographie complète

### Période européenne
- 1927 : Casanova d'Alexandre Volkoff (film français) : la comtesse Vorontzoff
- 1928 : Shéhérazade (Geheimnisse des Orients) d'Alexandre Volkoff (film franco-allemand) : Fatme, l'épouse d'Ali

### Période américaine
- 1934 : Résurrection (We Live Again) de Rouben Mamoulian : une chanteuse
- 1935 : Caprice de femmes (Enter Madame) d'Elliott Nugent (doublure chant d'Elissa Landi)
- 1938 : Casbah (Algiers) de John Cromwell : Tania
- 1939 : Wife, Husband and Friend de Gregory Ratoff (doublure chant de Binnie Barnes)
- 1944 : L'Aveu (Summer Storm) de Douglas Sirk : la chanteuse bohémienne
- 1946 : L'Évadée (The Chase) d'Arthur Ripley : Mme Chin
- 1950 : It's a Small World de William Castle : Rose Ferris
- 1952 : Les Évasions du capitaine Blood (Captain Pirate) de Ralph Murphy : Mme Duval
- 1956 : L'Ardente Gitane (Hot Blood) de Nicholas Ray : Nita Johnny

## Discographie
Nina Koshetz a enregistré pour Артистотипія, Brunswick et Victrola/Victor, notamment. Les rééditions ont été publiées par les labels d'archives, tels Symposium, Nimbus et Pearl.
- Nina Koshetz vol. 1 — airs d'opéras et mélodies russes – Celius Dougherty, piano (1910-1939, Symposium 1137) (OCLC 1225767145)
- The Nina Koshetz Edition (1916–1941, 2 CD Pavillon/Pearl/Opal CDS 9855) (OCLC 32931938)
- Nina Koshetz - Airs d'opéras russes, etc. (coll. « Prima Voce » Nimbus)